# Челлини, Бенвенуто
Бенвену́то Челли́ни (итал. Benvenuto Cellini; 3 ноября 1500, Флоренция — 13 февраля 1571, Флоренция) — итальянский скульптор, ювелир, живописец, художник-медальер, гравёр, писатель-историограф и музыкант периода маньеризма флорентийской школы. Человек беспокойного и буйного нрава, он прожил авантюрную жизнь, отмеченную контрастами, страстями, преступлениями, из-за чего часто был вынужден отправляться в изгнание или бежать. Он оставил важные литературные памятники эпохи: собственное жизнеописание, трактаты и многочисленные письма.

## Биография
Бенвенуто Челлини родился 3 ноября 1500 года во Флоренции. Его мать —Лизабетта Граначчи; отец — Джованни Челлини, инженер-строитель, музыкант и резчик по слоновой кости, которого сын вспоминал ещё и как создателя «прекраснейших альтов, лютней, арф», «красивых и превосходных», а также «чудесных» органов и клавесинов, «самое лучшее и красивое, что можно было увидеть в то время».
Родители были женаты восемнадцать лет до рождения первенца. Бенвенуто был вторым долгожданным ребёнком в семье. Имя «Бенвенуто» означает по-итальянски «желанный гость», или «добро пожаловать, с прибытием». Отец хотел сделать из сына музыканта, но, когда ему было пятнадцать, неохотно согласился отдать его в ученики к ювелиру, сначала к Микеланджело Брандини, затем, в 1515 году, к Антонио ди Сандро по прозванию Марконе. В шестнадцать лет Бенвенуто уже проявил свой беспокойный и буйный характер и привлёк к себе внимание во Флоренции, приняв участие в драке с юными товарищами. Он был выслан из Флоренции в 1516 году вместе со своим братом Чеккино в Сиену, где пробыл «много месяцев», изучая ювелирное дело в мастерской Франческо Касторо. Из Сиены он переехал в Болонью, где приобрёл опыт игры на корнете и флейте, а также добился успехов в профессии ювелира. После скитаний по Италии и визита в Пизу Челлини снова отправился во Флоренцию, где вернулся к работе у Антонио ди Сандро, благодаря которому он также познакомился со скульптором Пьетро Торриджано; позже он подружился с другим ювелиром, Франческо Салимбене, с которым он «очень хорошо зарабатывал и усердно учился». Однако новые драки вынудили его снова бежать из Флоренции.
В возрасте девятнадцати лет будущий художник переехал в Рим, где сблизился с влиятельными канониками Ватикана. В 1524 году Бенвенуто Челлини открыл собственную мастерскую и присоединился к духовому оркестру папы Климента VII в качестве корнетиста.
В ранних работах ювелира и медальера Челлини проявил знание произведений итальянских медальеров Карадоссо, Америго Риги и Лаутицио Ротелли, «уникального» в изготовлении печатей; он также часто посещал мастерские Джулио Романо и других художников из круга Рафаэля, благодаря чему смог расширить свою изобразительную культуру. Между тем его неуживчивый характер переживал новые взрывы, из-за которых он часто становился главным действующим лицом споров и дуэлей; поражённый вспышкой чумы, он провел месяц на выздоровлении в резиденции графа Ангильяра в Черветери, где подружился с художником-маньеристом Россо Фьорентино.
В 1527 году Челлини участвовал в обороне Рима от имперских войск Карла V Габсбурга (Sacco di Roma). Челлини укрылся вместе с папой Климентом VII в замке Святого Ангела, сбежав из Ватиканского дворца, воспользовавшись укрепленным переходом (пассетто). Челлини активно участвовал в обороне замка в двойной роли: аркебузира и бомбардира. В ходе боя он убил командира осаждающих коннетабля Шарля де Бурбона и ранил его преемника, принца Оранского, как он сам сообщает в своей «Жизни» (эта информация не поддается проверке, хотя никогда не отрицалась). После поражения защитников города Челлини, как и большинство художников, покинул Рим и отправился сначала во Флоренцию, а затем в Мантую, куда он прибыл в 1528 году.
В 1529 году он вернулся в Рим, возобновил службу у папы Климента VII и получил должность мастера-гравёра папского монетного двора, которую занимал до 1534 года. Для Климента VII он также начал делать золотую чашу, оставшуюся незавершенной. Тем временем он отомстил убийце своего брата Чеккино, убитого в Риме в драке, заколов убийцу кинжалом. Папа ничего не сделал, но Челлини перестал пользоваться папской поддержкой; ситуация обострилась, когда после спора он ранил нотариуса сира Бенедетто, из-за чего был вынужден укрыться в Неаполе, где был хорошо принят наместником.
После смерти Климента VII Челлини снова совершил преступление: убил конкурирующего с ним ювелира Помпео де Капитанейса за то, что тот плохо высказывался о Челлини при папском дворе; однако новый понтифик Павел III Фарнезе немедленно оправдал убийцу и даже заказал ему монету в виде щита с собственным изображением. В следующем году, обеспокоенный своей враждой с Пьером Луиджи Фарнезе, сыном папы, Челлини решил переехать во Флоренцию, где он чеканил монеты для Алессандро Фарнезе; из родного города он затем спешно отправился в Венецию вместе с Якопо Сансовино. Поссорившись с Оттавиано Медичи, ювелир откликнулся на приглашение папы и вернулся в Рим; после тяжёлой болезни, по поводу которой у него были видения из «Ада» «Божественной комедии» Данте, и после дальнейшего путешествия во Флоренцию по заказу папы он сделал драгоценный оклад «Книги Мадонны» (uffiziolo di Madonna) работы миниатюриста и гравёра Винченцо Раймонди, которую папа в 1536 году подарил императору Карлу V.
В 1537 году, чтобы избежать всё более тревожных враждебных действий Пьера Луиджи Фарнезе, Челлини неожиданно отправился в Париж в качестве гостя художника Андреа Сгуаццеллы (Andrea Sguazzella); здесь он, вероятно, изготовил медаль для короля Франциска I, с которым познакомился ещё в Лионе. Однако пребывание во Франции было недолгим, настолько, что через очень короткое время ювелир вернулся в Рим, где открыл новую ювелирную мастерскую, «намного большую», чем прежняя. Это, однако, были очень бурные годы: Пьеру Луиджи Фарнезе удалось заключить Челлини в тюрьму в замке Святого Ангела по обвинению в краже драгоценностей Климента VII во время разграбления Рима. Челлини почти сразу удалось бежать из тюрьмы, однако сломав при этом ногу, а выйдя, он нашёл убежище у кардинала Корнаро, который, однако, передал его папе; наконец, последний заключил ювелира сначала в тюрьму Тор-ди-Нона, а затем снова в замок Сант-Анджело. Здесь он оставался до декабря 1539 года, когда уже на свободе его приветствовал кардинал Ипполито II д'Эсте, для которого он изготовил печать и два лепных портрета.
Челлини по крайней мере трижды официально обвинялся в содомии, но во всех случаях ему удавалось избегать наказания.
В 1556 году Челлини опять заключили в тюрьму за драку с ювелиром. Последним его значительным монументальным произведением явилось «Распятие» (1556—1562, Эскориал, Мадрид). Под домашним арестом мастер начал писать автобиографию: «Жизнь Бенвенуто, сына маэстро Джованни Челлини, флорентинца, написанная им самим во Флоренции», оказавшуюся со временем ценным литературным памятником эпохи, также как его трактаты и письма.
Скульптор скончался 13 февраля 1571 года в родной Флоренции. Был похоронен с большими почестями в церкви Сантиссима-Аннунциата.
У Челлини в его флорентийской мастерской было много учеников. Среди них: Виллем Даниелс ван Тетроде.

## Солонка Франциска I
После остановки в Сиене (где он снова совершил преступление, убив почтмейстера), и в Ферраре, Бенвенуто Челлини прибыл в Фонтенбло в сентябре 1540 года, где был любезно принят королём Франции Франциском I. Последний гарантировал ему ежегодное содержание в семьсот скуди, равное тому, которое получал во Франции Леонардо да Винчи, и предложил резиденцию в Пти-Несле, на левом берегу Сены, при условии, что он посвятит себя созданию двенадцати гигантских статуй-факелов, изображающих олимпийских божеств (был создан только «Юпитер», а Юнона, возможно, была отлита, но не закончена).
Ещё до отъезда во Францию художник выполнил в Риме скульптурную модель солонки (непременная деталь парадных обеденных сервизов) из воска с двумя фигурами — аллегорией союза земли: Цереры и морей: Нептуна), благодаря которому и рождается соль. Челлини получил такой заказ ранее от кардинала Ипполито д’Эсте, который попросил скульптора сделать солонку, «которая выходила бы за рамки обычных тех, кто делал солонки». Чтобы направить художника, кардинал якобы посоветовался с двумя эрудированными литераторами: Луиджи Аламанни и Габриэле Чезано, чтобы они могли посоветовать наиболее подходящую иконографию.
Челлини взял модель с собой во Францию, поскольку король Франциск, видев её раньше в мастерской мастера, пообещал, что если Челлини приедет во Францию, то сможет отлить своё прекрасное произведение из чистого золота. Шедевр получил название «Солонка Франциска I» (итал. La Saliera di Francesco I). Король Франциск был щедрым и культурным меценатом, всегда готовым предоставить золото и серебро для удовлетворения творческих потребностей выдающегося мастера. Свой шедевр Челлини удалось закончить к 1543 году.
Произведение выполнено из золота, чёрного дерева и эмали, оно получило ещё одно громкое название, может быть не совсем удачное, но свидетельствующее о высокой оценке произведения: «Джоконда скульптуры» (итал. Gioconda delle sculture ). Композиция этого произведения отражает одну из характерных черт и тенденций в искусстве периода маньеризма: слияние утилитарной и декоративной функций изделий из драгоценных материалов, а также соединение профессии скульптора, работы «златокузнеца» (итал. battere metalli), ювелира и эмальера. Солонка — единственное произведение мастера из драгоценных материалов, счастливо сохранившееся до нашего времени. Все его ювелирные произведения той эпохи (за исключением нескольких медалей) не сохранились — они были позднее переплавлены. Такова участь многих произведений искусства из драгоценных материалов.

## Нимфа Фонтенбло
Во Франции Челлини создал ещё одно примечательное произведение: бронзовый горельеф «Нимфа Фонтенбло» Произведение представляет собой демилюн (фр. demilune — полумесяц), размером 2,05 × 4,09 м. Изображает нимфу, возлежащую в окружении лесных животных: оленей, кабанов и охотничьих собак с намёком на красавицу Диану де Пуатье в образе Дианы-Охотницы. Король Франциск I поручил Челлини создать бронзовый портал высотой шесть метров для украшения Золотых ворот (Porte Dorée) замка Фонтенбло. «Нимфа» должна была стать частью композиции, украсив верхнюю часть портала — отсюда необычный формат и значительный размер рельефа.
И всё же в 1545 году Челлини решил покинуть Париж из-за некоторых разногласий, возникших у него с придворными, но прежде всего по поводу «некоторых недостатков, которые мне ложно допустили». По этой причине после краткой остановки в Лионе Челлини пересёк Альпы и вернулся во Флоренцию.
- Медаль с профилем Франциска I
- Пегас. 1537—1547. Бронза
- Медаль с профилем папы Климента VII. 1534. Бронза
- Монета с профилем Алессандро Медичи. 1535. Серебро
- Копия «Нимфа Фонтенбло»  (1542) на портале замка Дианы де Пуатье в Ане, Франция
- Фонтан Дианы. Реплика мастера Фонтенбло по оригиналу Б. Челлини. Между 1540 и 1560. Мрамор. Лувр, Париж
- Щит. 1505. Серебро. Оружейная палата Королевского дворца, Турин
- Щит для Франческо I Медичи. 1535. Серебро. Музей Барджелло, Флоренция
- Аполлон и Гиацинт. 1548—1557. Мрамор. Музей Барджелло, Флоренция
- Клеопатра. Бронза. Рейксмюсеум, Амстердам
- Ганимед. Мрамор. 1548—1550. Мрамор. Музей Барджелло, Флоренция
- Ганимед на орле. 1548—1550. Мрамор. Музей Барджелло, Флоренция
- Даная и её сын Персей. Бронза.
- Бюст Козимо I Медичи. 1545—1547. Бронза. Музей Барджелло, Флоренция
- Солонка Франциска I. 1540—1543. Золото, эмаль, эбеновое дерево, слоновая кость. Музей истории искусств, Вена

## Теоретические сочинения
Челлини был автором нескольких теоретических сочинений: «Трактатах о ювелирном деле» (Trattati sopra l’Oreficeria), «Об искусстве ваяния», «О рисунке», «Об архитектуре», оказавших значительное влияние на теорию и практику искусства его времени. В ответе на знаменитую анкету Бенедетто Варки в 1546 году о достоинствах и значении разных видов искусства: литературы, живописи и скульптуры Челлини обосновывал превосходство искусства скульптуры, прежде всего «круглой статуи», тем, что статуя имеет от восьми до сорока возможных точек зрения, что, естественно, недоступно живописному изображению на плоскости. Эти высказывания считаются важным этапом в эволюции пластических представлений от фронтальности скульптуры и «принципа рельефа», типичных для ренессансного искусства, к динамике и экспрессии S-образной линии в искусстве маньеризма и стиля барокко. В трактате «Об искусстве ваяния» прямо говорится, что статую «Персея» Челлини создавал чтобы продемонстрировать теоретические основания своего метода.
Б. Р. Виппер, анализируя особенности творческого метода мастера, делает довольно неожиданное заявление, что «переход от автобиографии Б. Челлини к рассмотрению его художественной деятельности должен неизбежно сопровождаться чувством известного разочарования. Нет никакого сомнения, что Челлини-литератор и Челлини-теоретик сильнее Челлини-скульптора, оказавшегося целиком в плену у эстетических требований своих заказчиков и покровителей». Сам скульптор заявлял в «Трактате о ювелирном деле», что «талант художника проявляется лучше всего тогда, когда ему посчастливится быть современником великого государя, интересующегося всеми видами искусства».
Помимо трактатов Челлини оставил несколько «Рассуждений», сонеты и стихотворения. Они были изданы в 1568 году и оказали существенное влияние на художественную теорию и практику своего времени.

## Статуя «Персея с головой медузы»
После возвращения из Франции Челлини был тепло встречен при дворе Медичи. Козимо I Медичи возвысил его до придворного скульптора, обеспечив ему беспечное проживание в доме на виа делла Пергола, где скульптор устроил собственную литейную мастерскую, назначив ему годовой оклад в двести скуди. В 1545 году Челлини включился в деятельность незадолго до того основанной Флорентийской академии изящных искусств, интеллектуальная жизнь которой отразилась как в его автобиографии, так и в трактатах. Художник называл академию «чудесной школой».
Во Франции мастер освоил технику бронзового литья и с той поры начал выполнять крупные скульптурные заказы. Во Флоренции он создал ряд бронзовых скульптур, реставрировал античные произведения. Герцог также поручил ему создать две бронзовые скульптуры: его собственный бюст и статую Персея с головой Медузы, которые должны были быть размещены в Лоджии делла Синьория.
Челлини отлил бюст Козимо Медичи в 1546 году, временно покинув Флоренцию, бежал в Венецию, чтобы избежать обвинения в гомосексуализме. Однако создание Персея оказалось делом более трудным из-за многочисленных трудностей, возникших при отливке столь большой статуи.
Статуя Персея по замыслу герцога должна была прославить Флоренцию так же, как её прославили ранее произведения Микеланджело Буонарроти, а также возвеличить герцога (миф о Персее трактовали в качестве аллегории победы Козимо Медичи над сторонниками республиканского правления). Скульптор решил отлить фигуру из бронзы, но так, чтобы, в отличие от всех предыдущих, её можно было бы рассматривать со всех сторон. Это была одна из основных идей Челлини теоретика и практика. Задачи абсолютно «круглой» статуи до этого не были решены, ведь даже знаменитый «Давид» Микеланджело и, тем более, Святой Георгий Донателло рассчитаны на фронтальное восприятие с одной главной точки зрения. Скульптурные произведения эпохи итальянского Возрождения ещё не статуарны в полном смысле этого слова, они связаны с архитектурой и предполагают фон в виде стены, ниши, обрамления. Поэтому и изображаемые скульпторами фигуры строились по «принципу рельефа», обоснованному тем же Микеланджело. Именно в этом контексте, вероятно, следует понимать слова Челлини о том, что он стремился сделать «лучшую статую». Для решения столь необычных задач (позднее, в эпоху барокко, создание «круглой статуи» стало нормой) Челлини использовал моделло — небольшой эскиз из жёлтого воска — и представил его на утверждение герцогу. Затем вылепил из глины фигуру в натуральную величину: боццетто. После отливки из бронзы 27 апреля 1554 года статую Персея торжественно установили на главной площади города. Ныне после реставрации она находится почти на том же месте, на Пьяцца делла Синьория во Флоренции, перед зданием Лоджии деи Ланци.
Фигура Персея совершенна по пластике, выразительна по силуэту и полна множеством мелких, изысканно проработанных деталей, также красива голова Медузы горгоны (что противоречит сюжету). Тем не менее, в статуе отсутствует цельность объёма, характерная для предыдущего этапа развития итальянской скульптуры — Высокого Возрождения. Нельзя не заметить некоторую выхолощенность содержания, повышенное внимание художника к качеству поверхности, что свойственно искусству флорентийского маньеризма второй половины XVI века, и, в частности, манере Челлини, ювелира по призванию. «Дух красивой жестокости присущ этой большой статуе, отделанной с поистине ювелирной тщательностью». Тонкий наблюдатель Б. Р. Виппер писал, что если в статуе действительно много совершенных деталей, то Челлини всё же «не удалось достигнуть подлинного единства и слитности различных точек зрения… переходы между отдельными видами резки и отрывисты». Именно поэтому статуя «не выдерживает» кругового обзора, у неё есть всего одна, наиболее выгодная точка зрения, а далее мы любуемся лишь отдельными деталями.
«Персей» Челлини установлен недалеко от «Давида» Микеланджело; показательно их сравнение: две эпохи, два стиля в истории искусства Италии. Дух подлинной героики, мощи и свободы (при некотором несовершенстве пластики) воплощает статуя «Давида», формальную изысканность и изощрённость техники — статуя «Персея».
О гордости художника за своё творение свидетельствует подпись Челлини, начертанная на перевязи, перекинутой через плечо Персея. Считается также, что в сложном рисунке крылатого шлема Персея замаскирован автопортрет скульптора. Постамент статуи создан согласно эстетике маньеризма и перегружен декором: гирлянды, маскароны, букрании, гермы — многогрудые женские фигуры по мотивам статуи Артемиды Эфесской. В нишах постамента Челлини расположил статуи Юпитера, Данаи, Меркурия и Минервы. На барельефе постамента изображена сцена освобождения Персеем Андромеды.
«Давид» был создан в 1501—1504 годах, на полстолетия ранее «Персея», а в 1564 году, спустя десятилетие после установки «Персея» на площади Синьории (Микеланжело положительно отозвался о творении Челлини), великого Микеланджело не стало. Возможность успешной отливки статуи «Персея» из бронзы из-за её необычной пространственности (далеко выдающихся частей) с самого начала вызывала сомнения. Процесс отливки статуи «Персея» — один из самых драматичных эпизодов в истории искусства — известен нам во всех деталях благодаря свидетельству автора. Он изложен в его знаменитом сочинении — «Жизнеописании» (1558—1566), впервые изданном в Неаполе в 1728 году.

## Автобиография
Мемуары «Жизнь Бенвенуто, сына маэстро Джованни Челлини, флорентийца, написанная им самим во Флоренции» были напечатаны посмертно в Неаполе только в 1728 году. Рукопись написана на «плебейском флорентийском наречии с использованием острых народных выражений, при этом автор передал потомкам ценный биографический материал, в котором он повествует о происхождении своих произведений и различных эпизодах, характеризовавших его беспорядочное существование с пассажами, имеющими важное историческое значение и которым суждено было стать знаменитыми». Например: экзорцизм в Колизее, визит Франциска I в ателье художника в Париже, побег из замка Сант-Анджело. Не менее ценна историографическая ценность произведения, которое представляет собой «фреску» общества шестнадцатого века, как заметил литературный критик Карло Корди: «Бенвенуто стал образцом, даже героем и, может быть, даже мифом: он был, чтобы быть ясным, представителем Италии кинжалов, ядов и интриг, с очень открытой, но романтически беспокойной душой, как Стендаль. Недаром его Фабрицио дель Донго бежит — в Шартрёз де Парм — из Торре Фарнезе, как Челлини из замка Сант-Анджело!».
Бенвенуто Челлини начал писать автобиографию в 1558 году. Историк Паоло Росси свидетельствовал, что итоговый вариант рукописи (bella copia), предположительно, предназначавшийся для распространения среди друзей и коллег скульптора и написанный рукой 14-летнего мальчика, секретаря Челлини, значительно отличался от черновика, содержавшего обширные правки. При создании последнего, автор, скорее всего, использовал различные дневниковые записи, которые в то время вели не только люди искусства, но также, например, торговцы.
Хроника событий Жизни доходит до 1562 года. В XVIII веке после разнообразных приключений, рукопись пропала. В 1805 году она была найдена в одной из книжных лавок во Флоренции и передана в библиотеку Лауренциана, где находится и по сей день.

## Оценки личности и творчества
Современники высоко ценили Челлини как ремесленника, относительно же его художественного дарования мнения разделились; однако, несмотря на это, он представлял скульпторов на торжественной церемонии погребения Микеланджело во флорентийской церкви Санта Кроче. Варки и Вазари с похвалой отзывались о его таланте ювелира. Вазари, например, писал, что Челлини — непревзойдённый мастер медальерного искусства, превосходящий даже древних, и величайший ювелир своего времени.
В жизни Челлини отличался буйным нравом и гневливым характером, неизлечимо высокомерным, не упускавшим случая остаться вовлечённым в ссоры и драки с соперничающими с ним ювелирами или мелкими и скупыми покровителями: он даже запятнал себя несколькими убийствами (часто движимыми тщетными причинами), как это делал ещё более печально известный Караваджо в семнадцатом веке. Яркий портрет Бенвенуто Челлини рисует Джузеппе Баретти, литературный критик восемнадцатого века, который писал:

 «…У нас нет книги на нашем языке, столь приятной для чтения, как „Жизнь этого Бенвенуто Челлини“, написанная им самим на чистом и прямолинейном языке флорентийского плебея. Что Челлини нарисовал себя там с величайшей изобретательностью и таким, каким он себя чувствовал […], то есть энергичным, как французский гренадер, мстительным, как змея, суеверным в высшей степени и полным причудливости и капризов; галантен в кругу друзей, но мало восприимчив к нежной дружбе; похотливый, а не целомудренный; маленький предатель, сам себя таковым не считающий; завистливый и злобный; хвастливый и тщеславный, сам того не подозревая; без церемоний и без жеманства; с не посредственной дозой сумасшествия, сопровождаемой твёрдой уверенностью в том, что он очень мудр, осмотрителен и предусмотрителен. Стремительный Бенвенуто изобразил себя в этом прекрасном характере в своём житии, не задумываясь, всегда убежденный, что изображает героя…»
Одной из странных черт личности Челлини является его меланхолическая натура, подразумевающая особую чувствительность человека искусства к окружающему миру, выражающуюся в крайних проявлениях таких эмоций, как гнев и любовь.
Историк философии Г. Гефдинг (1843—1931) сообщал, что находясь в заточении, Бенвенуто Челлини имел реальное видение солнца, поднявшегося над стеной, в середине которого находился распятый Иисус Христос, следом явилась Дева Мария с Младенцем в виде рельефа.
Виктор Шкловский в своей книге «Гамбургский счёт» писал: «Челлини рассказывает в автобиографии о том, как папа заказал драгоценное украшение, в которое должен был быть вставлен прекрасный бриллиант. Все соперничающие мастера делали различные фигуры и среди них вставили камень; только Челлини пришло в голову использовать бриллиант так, чтобы ввязать его в композицию с мотивировкой: он сделал из этого камня престол для Бога-Отца, вычеканенного на рельефе».
Однажды Бенвенуто надолго исчез из Ватикана, прихватив с собой золото и несколько драгоценных камней, выданных ему для работы из папского хранилища. Причём его отсутствие было достаточно долгим, чтобы вызвать гнев его Святейшества. Когда, наконец, Челлини вернулся, то его встретили бранью: «О, эти художники! Вечные посетители кабаков, спутники развратных девок, подонки общества, язычники, а не добрые христиане!..» Вместо оправдания Челлини молча выложил кипарисовый ларец, внутри которого находилась гемма из многоцветного сардоникса. Резко оборвав свои гневные филиппики, папа долго и внимательно разглядывал вещь. На камне Челлини вырезал канонический евангельский сюжет — Тайную Вечерю. Причём многоцветный камень был употреблён самым изобретательным образом. Все пятна, цвета и прожилки сардоникса были использованы в каноническом сюжете для характеристики персонажей. Христос оказался в белом природном одеянии, апостол Иоанн — в голубом, Пётр — в красном, а Иуда, конечно, в мрачном тёмно-коричневом хитоне. Но более всего папу поразила идея, что этот сардоникс валялся на земле много тысяч лет как простой булыжник, и никому до него не было никакого дела. Но вот пришёл «распутный» художник, коснулся камня своим несложным резцом и сотворил из булыжника — чудо. Бенвенуто Челлини был прощён и провозглашён возлюбленным сыном церкви. Его шедевр торжественно перенесли в собор апостола Петра и поставили в алтаре главного притвора. Здесь он и находится до сего времени наряду с другими избранными геммами всех времён христианства:125.

## Интерпретации наследия
Автобиография Бенвенуто Челлини вдохновила Александра Дюма-отца на создание романа «Асканио» (1843), где описывается период жизни Бенвенуто Челлини во Франции; в сюжет произведения автор искусно вплетена история любви подмастерья Асканио к дочке парижского прево — Коломбе. Позже по мотивам романа была написана пьеса «Бенвенуто Челлини». В 1877 году в Генуе была поставлена опера «Бенвенуто Челлини» итальянского композитора Эмилио Боццано на либретто Джузеппе Перозио, написанное на основе всё той же автобиографии, а в 1838 году в Париже состоялась премьера одноимённой оперы французского композитора Гектора Берлиоза на либретто Л. де Вайи и О. Барбье (тоже по мотивам «Жизни Бенвенуто Челлини»).

## Портреты Бенвенуто Челлини
Характеристики биометрии лица Бенвенуто Челлини (1500—1570) в настоящее время достаточно чётко установлены на основе анализа его прижизненных изображений. Однако несколько псевдопортретов Бенвенуто Челлини, выполненных художниками XVII—XX веков по мотивам литературных описаний его внешности, до сих пор затрудняют атрибуцию подлинных портретов Челлини среди персонажей произведений изобразительного искусства.

## Киновоплощения
- В фильме «Великолепный авантюрист[итал.]» 1963 г., посвящённом жизни Бенвенуто Челлини, роль художника исполнил Бретт Хэлси.
- Жизни Бенвенуто Челлини посвящена биографическая кинокартина «Челлини: Преступная жизнь[англ.]» 1990 г.
- В фильме «Золото» 1992 года Челлини представлен в комической роли. Во время осады Рима армией Карла Бурбона он выстрелом из пушки сбивает голову Карлу, но папа не благодарит, а отчитывает его.
- В фильме-комедии 1968 года «Как украсть миллион» с Одри Хэпбёрн в главной роли в качестве шедевра, вокруг которого строится сюжет похищения, представлена статуэтка Венеры работы Челлини (на самом деле — подделка).

## Публикации сочинений
- Vita, а cura di G. G. Ferrero, Torino, 1959;

Первые русские переводы книги «Жизнь» появились XIX веке, но сделаны были не с оригинала, а с французского перевода:
- Жизнь Бенвенуто Челлини, им самим рассказанная : в 2 т. / Пер. В. И. Штейна. — СПб. : М. М. Ледерле, 1897. — Т. 1 : Книги I—IV. — 337 с. — (Моя библиотека).
- Жизнь Бенвенуто Челлини, им самим рассказанная : в 2 т. / Пер. В. И. Штейна. — СПб. : М. М. Ледерле, 1897. — Т. 2 : Книги V—VIII. — 272 с. — (Моя библиотека).

Первый основательный перевод с итальянского был выполнен Михаилом Лозинским:
- Жизнь Бенвенуто, сына маэстро Джованни Челлини, флорентинца, написанная им самим во Флоренции / Пер., примеч. и послесл. М. Л. Лозинского ; вступ. ст. А. К. Дживелегова. — М. : Academia, 1931. — 736 с. — (Памятники художественного и общественного быта).

В дальнейшем перевод Лозинского неоднократно переиздавался.